# Eva Evdokimova
Pour les articles homonymes, voir Evdokimov.
Répertoire
Giselle
La Belle au bois dormant
Raymonda
Mademoiselle Julie
Scènes principales
Deutsche Oper Berlin
Ballet royal danois
English National Ballet
Ballet du Kirov
Eva Evdokimova-Gregori (1er décembre 1948 - 3 avril 2009,,) est une prima ballerina assoluta du Ballet royal danois, du Ballet de l'Opéra de Berlin et de l'English National Ballet. Dans les années 1970 elle a pour partenaire régulier le danseur Rudolf Noureev. Elle est reconnue pour son style limpide et par sa ligne de danse tout en finesse, au phrasé très musical.

## Jeunesse
Elle naît à Genève d'un père bulgare apatride et d'une mère citoyenne américaine de naissance. Eva Evdokimova grandit en Allemagne et en Angleterre. Son apprentissage se fait à l’École de danse de l'Opéra de Munich à partir de 1959. Sa formation se poursuit à Londres au Royal Ballet School où elle étudie plusieurs années sous la direction de Maria Fay. En 1966, elle devient la première danseuse non danoise à rejoindre le Ballet royal danois, où elle poursuit ses études auprès de Vera Volkova.

## Carrière
En 1969, elle est diplômée du Ballet de l'Opéra de Berlin. Elle y danse sa première Giselle en 1971. Promue prima ballerina assoluta en 1973 après avoir obtenu une médaille d'or au concours international de ballet de Varna (Bulgarie) en 1970, son titre lui ouvre une carrière internationale. Elle devient ballerine principale du London Festival Ballet (désormais English National Ballet), où elle est remarquée par Rudolf Noureev pour danser et incarner la première Princesse Aurora dans sa production de La Belle au bois dormant en 1975.
Parmi les compagnies internationales qui l'accueillent, le Ballet du Kirov (maintenant Théâtre Mariinsky) où elle poursuit sa formation auprès de Natalia Doudinskaïa, l'American Ballet Theatre et le Ballet de l'Opéra national de Paris lui proposent d'interpréter un éventail de ballets les plus fameux : de Giselle, qui avait fait sa réputation, sur la musique d'Adolphe Adam, à Don Quichotte, sur la partition de Minkus, en passant par Raymonda, de Glazounov. Pour Giselle Eva Evdokimova a pu étudier avec celle qui est considérée comme l'une des plus grandes titulaires du rôle, la danseuse et professeur de ballet Yvette Chauviré.
Outre ses interprétations des héroïnes tragiques de l’ère romantique, comme Giselle et La Sylphide, son répertoire comprend environ 150 rôles, allant du classique au contemporain, avec des pièces néoclassiques dramatiques comme Mademoiselle Julie, chorégraphiée par Birgit Cullberg (1980). La dernière danse créée pour elle (par le chorégraphe Henning Rübsam) en 2002, incite la critique Jennifer Dunning du New York Times à commenter : « Le solo et sa performance étaient des célébrations du genre d'art qui ne viennent qu'avec maturité et expérience ».
Sa carrière est souvent associée à Noureev. Leur partenariat a duré plus de quinze ans et ils ont joué des centaines de fois ensemble. En 1984, elle déclare dans un entretien accordé au New York Times, « qu'elle avait dansé partout dans le monde avec Rudolf Noureev ». Elle faisait du reste partie de son groupe Noureev and Friends. Elle évoquait volontiers l'influence de sa façon de danser sur la sienne, même si le style d'un homme avait apparemment fort peu à voir avec celui d'une femme. « Sa présence, la beauté de sa technique et la qualité de son mouvement, son utilisation de l'espace [lui avaient], disait-elle, ouvert de nouveaux points de vue sur la danse ».
À New York, elle étudie le théâtre chez HB Studio et elle jouera dans deux films en 1976 et 1980 et en sera le sujet de deux autres.
Dans les années 2002-2003 Eva Evdokimova devient professeure de danse et maîtresse de ballet au Boston Ballet. Elle est aussi juge dans de nombreuses compétitions internationales de ballet. Il existe de nombreux clips de ses spectacles sur YouTube, des clips non remastérisés.

## Distinctions
En 1970 elle est la première citoyenne américaine à remporter une compétition de ballet international au Concours international de ballet de Varna.
En 1973, avec les Ballets du Kirov, elle reçoit le titre de prima ballerina assoluta.
En 2005, elle est récompensée par le prix Oulanova (du nom de Galina Oulanova qui fut une grande danseuse russe) pour « son engagement et dévouement à la cause de la danse » au théâtre Bolchoï de Moscou.

## Décès
Elle meurt le 3 avril 2009 à l'âge de 60 ans des suites d'un cancer à Manhattan, dans l'État de New York.